# Isoetes australis
Isoetes australis är en kärlväxtart som beskrevs av S. Williams. Isoetes australis ingår i släktet braxengräs, och familjen Isoetaceae. Inga underarter finns listade i Catalogue of Life.